# Ceqli
Ceqli is een kunsttaal, die in 1996 werd vervaardigd door de Amerikaanse cartoonist Rex F. May.
Oorspronkelijk was het Ceqli bedoeld als een poging de logische taal Loglan te hervormen en gebruikersvriendelijker te maken. Evenals het Loglan en het Lojban moest de taal volkomen logisch zijn door elke potentiële dubbelzinnigheid op voorhand uit te sluiten. Om dit streven kracht bij te zetten werd het Ceqli onderworpen aan strenge fonotaktische regels: een morfeem begint met een of meer plofklanken, wrijfklanken of affricaten, terwijl de rest ervan bestaat uit klinkers, halfklinkers, neusklanken of vloeiklanken; hierdoor is het altijd onmiddellijk zichtbaar waar het ene morfeem ophoudt en het andere begint.
De woordenschat is samengesteld aan de hand van de voorwaarden waaraan een morfeem moet voldoen. Er wordt een lijst van talen doorlopen, waarbij die met het grootste aantal sprekers bovenaan staan; zo gauw een woord wordt gevonden dat aan de regels voldoet, wordt het geïncorporeerd. Zo is biq "sneeuw" afkomstig uit het Mandarijn, blu "blauw" uit het Engels, dolor "pijn" uit het Spaans, dielo "zaak" uit het Russisch, gin "computer" uit het Hindi, hana "neus" uit het Japans, enz.
De naam van de taal wordt uitgesproken als "Tsjeng-Lie" en is een combinatie van Chinese ("Chinees") en English ("Engels"); dit is de weerslag van het feit, dat grammatica en woordenschat van het Ceqli grotendeels op deze twee talen is gebaseerd. Evenals het Chinees is het Ceqli een isolerende taal, al kunnen wel nieuwe woorden worden gevormd door samenvoeging.
In de loop der jaren heeft het Ceqli zich gaandeweg ontwikkeld van een logische taal tot een internationale hulptaal. Het streven tot volledige ondubbelzinnigheid is een minder belangrijke rol gaan spelen. In plaats daarvan is bondigheid centraal komen te staan; sommigen zien het Ceqli daarom als een "krantenkoppentaal". De grammatica is naturalistischer geworden.
Het Ceqli wordt geschreven in het Latijnse alfabet en kent 26 letters.
In de loop van zijn ontstaansgeschiedenis is het Ceqli ook bekend geweest onder de namen Tceqli en Txeqli. Twee van deze versies hebben enige tijd gelijktijdig een drieletterige Linguist List-code (de directe voorloper van ISO 639-3) gehad: cql voor Ceqli, tcj voor Tceqli. Deze werden echter niet overgenomen in ISO 639-3.

## Voorbeeld
De getallen 1-10:
han du tri for fai ce cil pal gau hanzoi